# Isochilus major
Isochilus major är en orkidéart som beskrevs av Adelbert von Chamisso och Diederich Franz Leonhard von Schlechtendal. Isochilus major ingår i släktet Isochilus och familjen orkidéer. Inga underarter finns listade i Catalogue of Life.